# Acadia (dier)
Acadia is een muggengeslacht uit de familie van de paddenstoelmuggen (Mycetophilidae).

## Soorten
- A. polypori Vockeroth, 1980